# (1025) Riema
(1025) Riema es un asteroide perteneciente al cinturón interior de asteroides descubierto por Karl Wilhelm Reinmuth el 12 de agosto de 1923 desde el observatorio de Heidelberg-Königstuhl, Alemania.

## Designación y nombre
Riema se designó inicialmente como 1923 NX.
Más tarde fue nombrado en honor del astrónomo alemán Johannes Riem (1868-1945).

## Características orbitales
Riema orbita a una distancia media de 1,979 ua del Sol, pudiendo acercarse hasta 1,901 ua y alejarse hasta 2,057 ua. Tiene una excentricidad de 0,03922 y una inclinación orbital de 26,87°. Emplea en completar una órbita alrededor del Sol 1017 días.
Riema forma parte del grupo asteroidal de Hungaria.